# Munidopsis crassa
Munidopsis crassa es un crustáceo del orden de los decápodos, superfamilia Galatheoidea, que vive en la zona bentónica en el área abisal, a una profundidad comprendida entre 2700 y 5300 metros. Se distrubuye por el Océano Atlántico, desde Carolina del Norte, hasta el Golfo de Vizcaya, Islas Azores, Islas Canarias y Mar Caribe, es una especie rara. El género Munidopsis pertenece al infraorden de los anomuros e incluye más de 200 especies descritas.